# Ninoxe des Andaman
Ninox affinis
Espèce
Statut de conservation UICN

 LC  : Préoccupation mineure
Statut CITES
La Ninoxe des Andaman (Ninox affinis) est une espèce d'oiseaux de la famille des Strigidae.

## Répartition
Cette espèce est endémique des Îles Andaman.